# Élections législatives de 1799 dans la Mayenne
Les élections législatives françaises de 1799 se déroulent du 9 au 16 avril 1799. Dans la Mayenne, quatre députés — un au Conseil des Anciens et trois au Conseil des Cinq-Cents — sont à élire sur les huit que compte le département.

## Élus

### Élus au Conseil des Anciens

#### Élus concernés par le renouvellement de 1799
| Député sortant             |  | Parti       | Député élu           |  | Parti     |
| -------------------------- |  | ----------- | -------------------- |  | --------- |
| Michel-René Maupetit       |  | Clichyens   | Michel-René Maupetit |  | Clichyens |
| René-Augustin Lair-Lamotte |  | Montagnards | ?                    |  | ?         |

### Élus au Conseil des Cinq-Cents

#### Élus concernés par le renouvellement de 1799
| Député sortant     |  | Parti       | Député élu                       |  | Parti       |
| ------------------ |  | ----------- | -------------------------------- |  | ----------- |
| Mathurin Enjubault |  | Montagnards | Mathurin Enjubault               |  | Montagnards |
| ?                  |  | ?           | René-Augustin Lair-Lamotte       |  | Montagnards |
| ?                  |  | ?           | Jean Baptiste Fanneau de Lahorie |  | Montagnards |